# Lapátorrúbéka-félék
A lapátorrúbéka-félék (Hemisotidae) a kétéltűek (Amphibia) osztályába és  a békák (Anura) rendjébe tartozó  család.

## Előfordulásuk
Afrikában a Szahara alatti területek nagy részén honosak.

## Rendszerezés
A családba az alábbi 1 nem és 9 faj tartozik:
- Hemisus (Günther, 1859) – 9 faj
  - Hemisus barotseensis Channing & Broadley, 2002
  - Hemisus brachydactylus Laurent, 1963
  - Hemisus guineensis Cope, 1865
  - Hemisus guttatus (Rapp, 1842)
  - márványos vakondbéka (Hemisus marmoratus) (Peters, 1854)
  - Hemisus microscaphus Laurent, 1972
  - Hemisus olivaceus Laurent, 1963
  - Hemisus perreti Laurent, 1972
  - Hemisus wittei Laurent, 1963